# Johnny Rae
Johnny Rae (eigentlich John Anthony Pompeo, * 11. August 1934 in Boston, Massachusetts; † 4. September 1993 in San Francisco) war ein US-amerikanischer Schlagzeuger, Perkussionist und Vibraphonist des Modern Jazz und Latin Jazz.

## Leben und Wirken
Johnny Rae wurde 1952 Berufsmusiker und spielte zunächst 1953/54 mit Herb Pomeroy, von 1955 bis 1956 mit George Shearing, bei Johnny Smith 1956, bei Ralph Sharon 1957, bei Cozy Cole 1958. Im Jahr 1959 wurde er Mitglied der Band von Herbie Mann, mit dem er 1960 Europa besuchte. In den 1960er Jahren war er an der Big-Band-Produktion von Stan Getz, Big Band Bossa Nova beteiligt, 1960 erschien unter Mitwirkung von Bobby Jaspar und Steve Kuhn ein Album unter eigenem Namen. Außerdem arbeitete er als Begleitmusiker für Anita O’Day und spielte bei Cal Tjader. In den 1970er Jahren nahm er u. a. mit Earl Hines, Art Van Damme und Barney Kessel Platten auf.

## Auswahldiskographie
- John Rae: Opus de Jazz No. 2 (Savoy, 1960)
- Stan Getz: Big Band Bossa Nova (Verve, 1962)
- Earl Hines: At The Party (Delmark, 1970)
- Barney Kessel: Three Guitars (Concord, 1974)
- Herbie Mann: Flautista! (Verve, 1959)
- Anita O’Day: Time For 2 (Verve, 1962)
- Johnny Smith And His New Quartet (Roulette/Fresh Sound Records, 1956)
- Cal Tjader: Soul Sauce (Verve, 1964)
- Art Van Damme: State Of Art (MPS, 1970)